# Han Xian
Han Xian (159–197), chef des rebelles de la Vague Blanche, une ramification des Turbans jaunes. En 195, il prêta assistance à Dong Cheng et Yang Feng dans la protection de l’empereur Xian et escorta la procession vers l’est. Il combattit Li Jue et Guo Si et fut nommé Général Qui Conquit l’Est pour ses services. Avec son collègue Li Yue, il fit de nombreuses recommandations à l’Empereur et avec une grande influence sur la cour impériale, il fut nommé Général en Chef. Toutefois, lorsque Cao Cao vint à Luoyang pour assister l’Empereur, Han Xian se sauva avec Yang Feng et alla rejoindre Yuan Shu.
En l’an 197, il commanda la Troisième Armée de Gauche en direction de Xiapi dans une attaque contre Lü Bu. À la suite d'une invitation de Lu Bu, il changea toutefois d’allégeance et retourna son armée contre Yuan Shu qu’il parvint à vaincre. Il se fit tuer peu après par Zhang Xuan, le préfet du comté de Shuqiu, après qu’il eut tenté de s’enfuir dans la province de Bing à la suite de l'assassinat de son collègue Yang Feng.